# Bob Lazier
Robert „Bob” Lazier (ur. 22 grudnia 1938 w Minneapolis, zm. 18 kwietnia 2020 w Denver) – amerykański kierowca wyścigowy.

## Życiorys
Lazier rozpoczął karierę w międzynarodowych wyścigach samochodowych w 1972 roku od startów w Amerykańskiej Formule Super Vee Robert Bosch/Valvoline Championship, gdzie dwukrotnie stawał na podium, w tym raz na jego najwyższym stopniu. Z dorobkiem 55 punktów został sklasyfikowany na piątej pozycji w końcowej klasyfikacji kierowców. Pięć lata później został mistrzem tej serii. W późniejszym okresie Amerykanin pojawiał się także w stawce Formula B SCCA Continental, L&M F5000 Championship, Canadian-American Challenge Cup, CASC Player's Challenge Series, CASC Player's Challenge Series, World Challenge for Endurance Drivers, CART Indy Car World Series, Indianapolis 500, IMSA Camel GTO, USAC Gold Crown Championship, IMSA GTU Championship oraz American IndyCar Series.
W CART Indy Car World Series Lazier startował w latach 1981, 1984. Najlepszy wynik Amerykanin osiągnął w 1981 roku, kiedy uzbierane 92 punkty dały mu dziewiąte miejsce w klasyfikacji generalnej i tytuł debiutanta roku.
Zmarł w Denver 18 kwietnia 2020 roku na skutek COVID-19 w okresie światowej pandemii tej choroby.